# Antixoon cribripenne
Antixoon cribripenne es una especie de coleóptero de la familia Trogossitidae.

## Distribución geográfica
Habita en América Central.